# Badawi Gusiejnow
Badawi Rusłanowicz Gusiejnow (ur. 11 lipca 1991 w Kaspijsku) − rosyjski i azerbejdżański piłkarz występujący na pozycji obrońcy w klubie Qarabağ FK, do którego trafił latem 2012 roku. W reprezentacji Azerbejdżanu zadebiutował w 2012 roku.